# Mora Ishockeyklubb
Il Mora Ishockeyklubb è un club di hockey su ghiaccio con sede a Mora, in Svezia.

## Storia
Il Mora IK è stato fondato nel 1935 a Mora. I colori sociali sono il rosso e il verde. La rivalità più sentita è quella con il Leksands IF.
Nel 2006 la formazione prese parte alla Coppa Spengler. La squadra dal 2008 gioca nella seconda divisione nazionale, l'Hockeyallsvenskan. Nel corso della sua storia ha militato per 25 anni nella massima serie, quattro delle quali sotto la denominazione di Elitserien.